# موننو
موننو (به ایتالیایی: Monno) یک کومونه در ایتالیا است که در استان برشا واقع شده‌است. موننو ۳۰٫۷۰ کیلومتر مربع مساحت و ۵۶۳ نفر جمعیت دارد و ۱٬۰۶۶ متر بالاتر از سطح دریا واقع شده‌است.